# Motorsport i Sverige
Sverige har vissa traditioner inom motorsporten, och har arrangerat VM-deltävlingar i de flesta disciplinerna, samt ha haft världsmästare i rally, förare som vunnit flera tävlingar i formel 1, samt två förare som vunnit Indianapolis 500. Intresset för motorsport i Sverige har dock sjunkit eftersom färre förare slagit igenom internationellt.

## Verksamhet

### Sveriges Grand Prix
Mellan 1973 och 1978 arrangerade Scandinavian Raceway i Anderstorp formel 1-VM. Banan byggdes av Sven "Smokey" Åsberg på en mosse i Småland kring 1970, och banan kom att bli Sveriges viktigaste racerbana. Formel 1-loppen var välbesökta, mycket tack vare den svenske världsstjärnan Ronnie Peterson, som bara var en pysande punktering från att vinna 1973 års tävling. Dock försvann tävlingen efter 1978 på grund av sponsorbrist och idag finns inget finansiellt intresse att få tillbaka formel 1 till Sverige, då intresset för sporten snarare minskat.

### Formel 1 och formelbilar

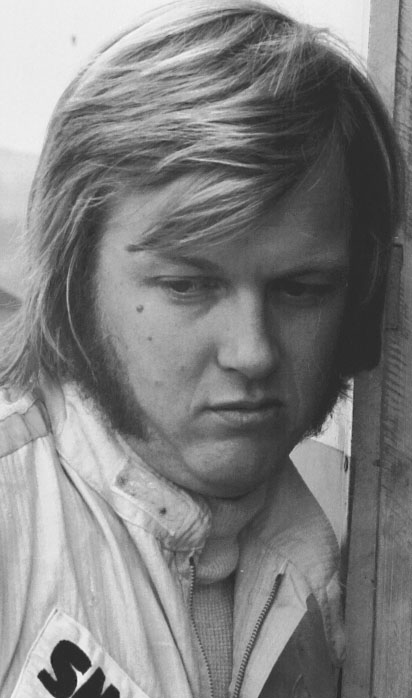
Ronnie Peterson, Sveriges mest framgångsrika Grand Prix-förare.

Mellan de bägge världskrigen arrangerade Sverige flera mindre tävlingar med Grand Prix-status, och ett par av dem gav svenska segrar. Loppen kördes på isbanor på sjöar i Stockholmstrakten i januari. Även efter kriget höll Kristianstad Grand Prix-tävlingar, och även Karlskoga lockade internationella förare. Joakim Bonnier blev den förste svenske föraren som tävlade i formel 1, när han deltog i Italiens Grand Prix 1956. 1959 skrev Bonnier historia genom att i Nederländerna bli den första svenska föraren att vinna en VM-tävling. Bonnier lyckades dock inte bygga vidare på sitt rykte som talangfull förare, han var aldrig nära att vinna igen. Joakim Bonnier omkom i en krasch i Le Mans 24-timmars 1972.
Mot slutet av 1960-talet dominerade Ronnie Peterson och Reine Wisell formel 3-scenen totalt, och hade en klassisk duell i Monaco inför formel 1-teamen 1969. Peterson fick därefter ett Formel 1-kontrakt med March och lånades ut till ett privatstall första säsongen, medan Wisell kontrakterades av Formel 1-stallet Team Lotus för att ersätta den förolyckade världsmästaren Jochen Rindt mot slutet av säsongen 1970. I startfältets snabbaste bil lyckades Wisell bli trea på Watkins Glen. Peterson blev poänglös första säsongen, men flyttades upp till March fabriksstall till säsongen 1971. Under 1971 års säsong hade Sverige två förare i toppteam i formel 1, men det stod snart klart att Peterson var den av de bägge som hade bästa förutsättningarna att lyckas. Han kombinerade sportvagnsframgångar med Ferrari med att sluta tvåa i F1-VM, och var bara en hundradel av en sekund från att vinna sitt första race i Italien. Wisells resultat räckte för en plats bland de tio bästa i VM, men han fick inget nytt kontrakt med Lotus, som istället började jaga Peterson.
Peterson skrev på för Lotus inför säsongen 1973 och inledde sin karriärs mest framgångsrika period med sju segrar på två säsonger, samt nio pole position under säsongen 1973. Han blev dock inte bättre än trea och femma i VM dessa säsonger, sedan bilen ofta drabbats av tekniska fel. Efter säsongspremiären 1976 gick Peterson tillbaka till March, och ersattes av Gunnar Nilsson i Lotus. Nilsson vann Belgiens Grand Prix 1977, men hans racingkarriär fick ett tragiskt slut då han fick obotlig cancer och avled hösten 1978. Till säsongen 1978 gick Peterson tillbaka till Lotus, där han var kontrakterad som andreförare. Han vann dock ytterligare ett par tävlingar och slutade tvåa i VM bakom stallkamraten Mario Andretti. Efter att ha skrivit på ett avtal med McLaren till säsongen 1979 avled Peterson i en startkrasch på Monza, som i stort sett satte stopp för det svenska racingundret. Peterson överlevde själva kraschen, men dog på sjukhuset till följd av komplikationer efter en operation.
 Stefan Johansson, kallad "Lill-Lövis", var Sveriges främsta hopp under 1980-talet. Han körde för Ferrari i formel 1 1985 och 1986, vilket gjorde honom till den enda svenska föraren som tävlat för det legendariska italienska teamet. Johansson slutade femma i VM 1986, och gick sedan till McLaren, där han slutade sexa säsongen 1987. Efter det hamnade han i långsamma bilar, och gav till slut upp säsongen 1991 och flyttade till PPG IndyCar World Series i USA istället.
Johansson var den förste av två svenskar som nått framgångar i USA, då han lyckades ta några pallplatser i hård konkurrens av andra toppförare från Europa, samt den amerikanska eliten. Till säsongen 1998 hade den konkurrerande serien IRL startats, och där vann Kenny Bräck mästerskapstiteln, vilket han följde upp med seger i Indianapolis 500 samt en andraplats i mästerskapet 1999. Efter det bytte Bräck till CART och gick i Johanssons fotspår. Bräck blev betydligt mer framgångsrik i serien än vad Johansson varit, och blev fyra i mästerskapet 2000, och sedan tvåa säsongen 2001 efter fyra segrar. Han följde upp det med en besvikelse säsongen 2002, då han inte blev bättre än sexa. Han nådde sedan inte de allra bästa resultaten efter att ha återvänt till IRL (som bytt namn till IndyCar), men slutade ändå bland de tio första i mästerskapet 2003. I finalen på Texas Motor Speedway kraschade dock Bräck allvarligt, och klarade bara livhanken med minsta möjliga marginal. Han fick mängder av bestående ärr efter alla benbrott och skador i ryggkotan, men blev ändå återställd så pass att han kunde avsluta sin karriär med deltagande i Indianapolis 500 2005.
Ingen svenska lyckades ta sig till formel 1 på mer än 20 år efter Johanssons försvinnande från sporten. Närmast kom Björn Wirdheim efter en överlägsen seger i formel 3000 säsongen 2003. Wirdheim hade ett kontrakt med Jaguar Racing säsongen 2004 som tes och reservförare, men tvingades lämna stallet, när Red Bull köpte stallet och bildade Red Bull Racing. Wirdheim försökte starta om sin karriär i både Champ Car och formel Nippon, men resultaten var miserabla med tanke på förväntningarna, och han tvingades ge upp sin formel 1-dröm.

### Rally

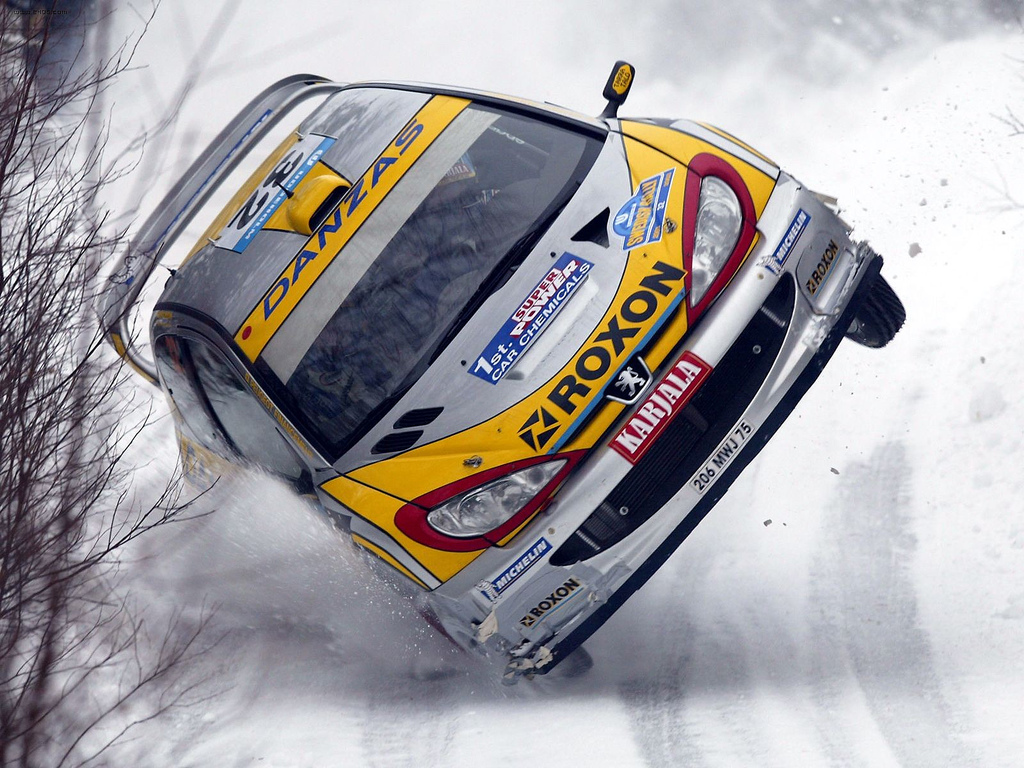
Juuso Pykölisto rullar sin Peugeot 206 WRC i Svenska rallyt 2003.

Sverige har arrangerat mängder av rallyn genom åren och arrangerar en oerhört populär vintertävling i skogarna i Värmland varje år i februari. Svenska förare var obesegrade i tävlingen fram till Hannu Mikkola vann rallyt 1981, och sedan dess har svenska framgångar varit betydligt mer sporadiska. Rallyt har ställts in vid två tillfällen, på grund av oljekrisen 1974 och på grund av snöbrist 1990. 2009 arrangerades inget svenskt rally, sedan arrangörerna tvingats rotera sitt arrangemang med det betydligt mindre traditionella Norska rallyt. Det arrangeras även ett svenskt mästerskap, med Bergslagsrallyt och Sydsvenska rallyt som de finaste tävlingarna. Sverige har haft två världsmästare, vilket var Björn Waldegård 1979 och Stig Blomqvist 1984. Dock hamnade Sverige utan fabriksförare i VM under 2000-talet, och intresset för rally i Sverige har även det minskat.

### Roadracing
Sverige arrangerade 23 Grand Prix i roadracing, först på landsvägar i Hedemora och Kristianstad, men från 1970-talet främst på Anderstorp, med Gelleråsen utanför Karlskoga som arrangör 1978-1979. Sveriges Grand Prix var mest känt för att östtysken Ernst Degner använde tävlingen för att hoppa av till väst 1961, samt en kontroversiell omkörning Freddie Spencer gjorde på Kenny Roberts på sista varvet 1983, en omkörning som kom att avgöra VM i Spencers favör. Sveriges Grand Prix minns även för att Wayne Rainey gick omkull 1989, vilket säkrade VM-titeln för Eddie Lawson, som pressat Rainey till misstaget.
Sverige har haft en världsmästare, vilket var Kent Andersson och hans dubbla VM-titlar i 125cc-klassen 1973 och 1974. Även Bo Granath var framgångsrik vid tidpunkten, och slutade femma i 500cc-klassen på en Husqvarnamotorcykel. Det svenska intresset för motorcykelracing på asfalt minskade dock efterhand och efter 1990 kördes inte något svenskt Grand Prix mer. Under Superbike-VM:s första säsonger höll Anderstorp en deltävling även där, innan även den serien försvann.

### Standardvagnsracing

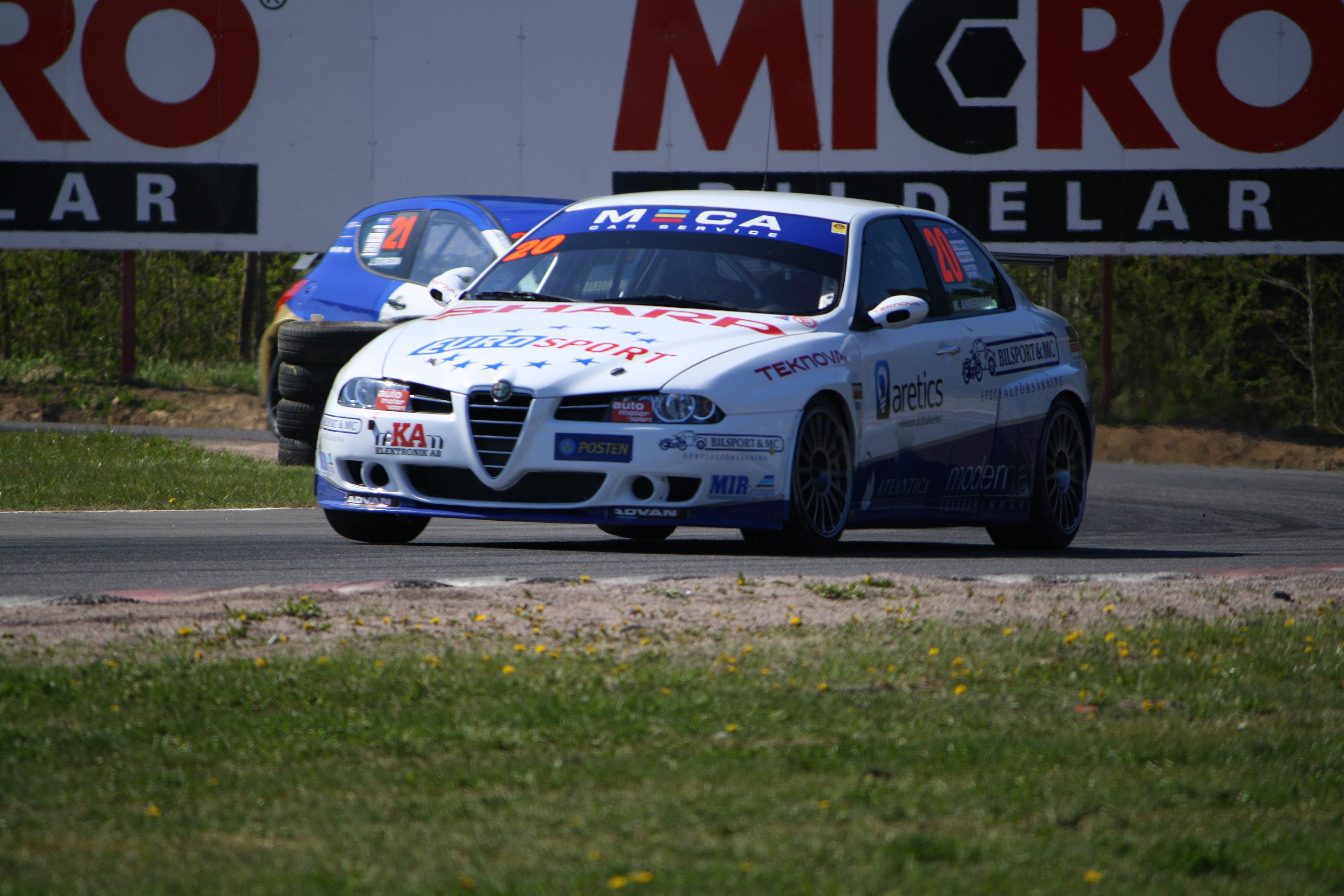
Mattias Andersson i sin Alfa Romeo 156 GTA i Swedish Touring Car Championship 2009.

Sverige har arrangerat banracingtävlingar för produktionsbilar under en längre tid, bland annat under SSK:s regi. 1996 grundades dock ett officiellt svenskt mästerskap för Super Touring-bilar, vilket döptes till Swedish Touring Car Championship, STCC. Super Touring var den tidens ledande formel för produktionsbilar i tävlingssammanhang, och man lockade startfält på mer än 25 förare säsongen 1999. STCC växte snabbt tack vare programmet Race, som sände höjdpunkter från tävlingarna i efterhand. Även efter att Super Touring lagts ned behöll STCC stabila publiksiffror med Super 2000-bilar, och med fabrikssatsning från Volvo, samt flera konkurrenskraftiga bilar från BMW och Honda. Serien kommer till 2011 slås samman med det danska mästerskapet, Danish Touringcar Championship, för att skapa ett nordiskt mästerskap, Scandinavian Touring Car Championship. Viasat Motor sänder numera alla tävlingar direkt, och STCC har även variationsrik support från Porsche Carrera Cup Scandinavia, Pro Superbike, Camaro Cup, Junior Touring Car Championship, med flera.
Svenska förare har varit framgångsrika även utanför landets gränser. Mattias Ekström vann DTM i Tyskland 2004 och 2007 som fabriksförare för Audi. Dessutom vann han Race of Champions 2006, 2007 och 2009, vilket ytterligare stärkte hans popularitet i Sverige. Rickard Rydell hade sitt bästa år 1998, då han vann både British Touring Car Championship (det brittiska mästerskapet), samt Bathurst 1000 km i Australien. Rydell har även tävlat internationellt och vunnit VM-deltävlingar med SEAT i World Touring Car Championship under 2000-talets första decennium, men kommer att återgå till Sverige för att tävla i Scandinavian Touring Car Championship 2011.

### Speedway
Sverige är en av speedwayhistoriens mer framgångsrika nationer. Ove Fundin vann VM-finalen individuellt vid fem tillfällen under 1950 och 1960-talen, innan Björn Knutsson och Anders Michanek tog varsin titel 1965 respektive 1974. Efter Michaneks titel i Göteborg dröjde det sexton år innan Per Jonsson kunde ta hem VM-segern i Bradford 1990. Jonssons karriär tog slut i en polsk ligakrasch 1994, när han bröt ryggen. Tony Rickardsson kom istället att bli den nya världsstjärnan med sju VM-titlar mellan 1994 och 2005. Svenska elitserien kom att bli en av världens tre största ligor, och i stort sett alla förare i Speedway Grand Prix kör för någon svensk klubb. Sverige arrangerar två årliga Grand Prix-tävlingar, i Göteborg och Målilla. Den mest framgångsrike föraren sedan Rickardsson är Andreas Jonsson, som vunnit tre Grand Prix i karriären.

### Motocross
Näst efter Belgien är Sverige Europas främsta nation när det gäller motocross rent historiskt sett. Rolf Tibblin, Sten Lundin, Bill Nilsson med flera var de svenska pionjärerna, och Håkan Carlquist var den kanske allra mest kände av de svenska stjärnorna, med sin 500cc-titel 1983 som höjdpunkt. Efter Marcus Hanssons VM-titel i 500cc 1994 har det dock inte blivit några mer svenska VM-titlar och efter Peter Johanssons framgångar kring millennieskiftet har det inte varit någon svensk förare som konkurrerat i toppen. Husqvarna är en av de deltagande tillverkarna, men sedan de japanska stora företagen kom in i branschen har de haft svårare att hävda sig.

### Enduro
Sverige är endurosportens mest framgångsrika nation, med Anders Eriksson som historiens antagligen mest framgångsrika förare. Annars är Sverige mest känt som arrangör av Novemberkåsan och Gotland Grand National, som är två av världens allra största endurotävlingar.

### Rallycross
Sverige är även den mest framgångsrika nationen inom rallycrossens historia, med Kenneth Hansen som den mest framgångsrika föraren i sportens historia. Hansen har totalt vunnit tolv EM-titlar, och många SM-guld. Det svenska mästerskapet anses vara i stort sett lika svårt att vinna som det europeiska mästerskapet, då svenska förare dominerar den europeiska scenen tillsammans med norrmän.